# Cornelia Druțu
Cornelia Druțu-Badea (n.  ?, Iași, România) este o matematiciană română care s-a remarcat prin contribuțiile sale în domeniul teoriei geometrice a grupurilor. Este profesor de matematică la Universitatea Oxford și membru al Colegiului Exeter, Oxford⁠(d).

## Studii și carieră
Cornelia Druțu s-a născut în Iași. A urmat Liceul „Emil Racoviță” din Iași (acum Colegiul Național „Emil Racoviță” Iași), pe care l-a absolvit în 1985. Și-a obținut licența și masteratul în matematică, specialitatea matematică pură (abstractă), la Universitatea „Alexandru Ioan Cuza” din Iași, unde, pe lângă cursurile de bază, a urmat cursuri facultative de geometrie și topologie cu profesoara Liliana Răileanu.
În anul școlar 1990–1991 a fost profesoară de matematică la Liceul „Emil Racoviță” din Iași.
În 1993 Cornelia Druțu a obținut o diplomă de studii aprofundate (DEA), iar în 1996 și-a susținut doctoratul în matematică la Universitatea Paris-Sud, cu teza Réseaux non uniformes des groupes de Lie semi-simple de rang supérieur et invariants de quasiisométrie (în română Rețele neuniforme de grupuri Lie semisimple de rang superior și invariante la cvasiizometrie, elaborată sub conducerea lui Pierre Pansu. Din 1997 a fost conferențiar la Universitatea Lille I. În 2004 a obținut abilitarea la Universitatea Lille I.
În 2009 a devenit profesor de matematică la Institutul de Matematică al Universității Oxford⁠(d).
A fost profesor vizitator la Institutul de Matematică Max Planck⁠(d) din Bonn, la Institut des Hautes Études Scientifiques din Bures-sur-Yvette, la Simons Laufer Mathematical Sciences Institute⁠(d) din Berkeley, California. În 2017 a beneficiat de o bursă Simons Visiting Fellowship la Institutul Isaac Newton⁠(d) din Cambridge, unde a condus programul Non-positive curvature group actions and cohomology (NPC).
Din 2013 până în 2020, a prezidat grupul științific al European Mathematical Society⁠(d)/European Women in Mathematics, format din femei matematiciene.

## Premii
În 2009 a fost distinsă cu Premiul Whitehead⁠(d) de către London Mathematical Society⁠(d) pentru realizările sale în teoria grupurilor geometrice.
În 2017 a primit o bursă Simons Visiting Fellowship.

## Publicații

### Contribuții selectate
- Invarianța cvasiizometriei⁠(d) hiperbolicității relative; o caracterizare a grupurilor relativ hiperbolice⁠(d) folosind triunghiuri geodezice, similară cu cea a grupurilor hiperbolice⁠(d).
- O clasificare a grupurilor relativ hiperbolice până la cvasiizometrie; faptul că un grup cu o înglobare cvasiizometrică într-un spațiu metric relativ hiperbolic, cu imaginea la distanță infinită de orice mulțime periferică trebuie să fie relativ hiperbolic.
- Nedistorsiunea orisferelor în spații simetrice⁠(d) de tip necompact și în construcții⁠(d) euclidiene, cu constante care depind doar de grupul Weyl⁠(d).
- Umplerea de gradul al doilea pentru anumite grupuri rezolvabile⁠(d) liniare⁠(d) (cu constante uniforme pentru clase mari de astfel de grupuri).
- O construcție a unui grup generat de două elemente, prezentată recursiv, cu un continuu de conuri asimptotice neomeomorfe⁠(d). În ipoteza continuumului⁠(d), un grup finit generat poate avea cel mult continuum de conuri asimptotice nehomeomorfe.
- O caracterizare a proprietății lui Kazhdan (T)⁠(d) și a proprietății Haagerup⁠(d) folosind acțiuni izometrice afine pe spații mediane.
- Un studiu al generalizărilor proprietății lui Kazhdan (T) pentru spații Banach uniform convexe⁠(d)].
- O demonstrație că grupurile aleatoare⁠(d) satisfac versiuni tari ale proprietății lui Kazhdan (T) pentru o densitate suficient de mare; o demonstrație că, pentru grupuri aleatoare, dimensiunea conformă⁠(d) a frontierei este conectată la valoarea maximă a lui p pentru care grupurile au proprietăți de punct fix pentru acțiuni afine izometrice pe spații {\displaystyle L^{p}}.

### Articole selectate (în care au fost prezentate rezultatele de mai sus)
- en  Druțu, Cornelia (2009). „Relatively hyperbolic groups: geometry and quasi-isometric invariance”. Commentarii Mathematici Helvetici. 84: 503–546. arXiv:math/0605211 . doi:10.4171/CMH/171. MR 2507252..
- en  Behrstock, Jason; Druțu, Cornelia; Mosher, Lee (2009). „Thick metric spaces, relative hyperbolicity, and quasi-isometric rigidity”. Mathematische Annalen. 344 (3): 543–595. arXiv:math/0512592 . doi:10.1007/s00208-008-0317-1. MR 2501302.
- fr  Druțu, Cornelia (1997). „Nondistorsion des horosphères dans des immeubles euclidiens et dans des espaces symétriques”. Geometric and Functional Analysis. 7 (4): 712–754. doi:10.1007/s000390050024. MR 1465600.
- en  Druțu, Cornelia (2004). „Filling in solvable groups and in lattices in semisimple groups”. Topology. 43 (5): 983–1033. arXiv:math/0110107 . doi:10.1016/j.top.2003.11.004. MR 2079992.
- en  Druțu, Cornelia; Sapir, Mark (2005). With an appendix by Denis Osin and Mark Sapir. „Tree-graded spaces and asymptotic cones of groups”. Topology. 44 (5): 959–1058. arXiv:math/0405030 . doi:10.1016/j.top.2005.03.003. MR 2153979.
- en  Chatterji, Indira; Druțu, Cornelia; Haglund, Frédéric (2010). „Kazhdan and Haagerup properties from the median viewpoint”. Advances in Mathematics. 225 (2): 882–921. CiteSeerX 10.1.1.313.1428 . doi:10.1016/j.aim.2010.03.012 . MR 2671183.
- en  Druțu, Cornelia; Nowak, Piotr W. (2017). „Kazhdan projections, random walks and ergodic theorems”. Journal für die reine und angewandte Mathematik (Crelle's Journal). 2019 (754): 49–86. arXiv:1501.03473 . doi:10.1515/crelle-2017-0002.
- en  Druțu, Cornelia; Mackay, John (2019). „Random groups, random graphs and eigenvalues of p-Laplacians”. Advances in Mathematics. 341: 188–254. arXiv:1607.04130 . doi:10.1016/j.aim.2018.10.035 . MR 3872847.

### Cărți publicate
- en  Druțu, Cornelia; Kapovich, Michael (2018). Geometric Group Theory (PDF). American Mathematical Society Colloquium Publications. 63. Providence, RI: American Mathematical Society. ISBN 978-1-4704-1104-6. MR 3753580.